# Station Kamionki Jezioro
Station Kamionki Jezioro is een spoorwegstation in Kamionki Małe in Polen.